# Шагин, Николай Алексеевич
Николай Алексеевич Шагин (5 сентября 1901, Новленское, Вологодский район — не ранее 1955) — советский партийный деятель, батальонный комиссар, майор, являлся директором Крымского пединститута в 1938 году.

## Биография
Родился 5 сентября 1901 года в селе Новленское, Вологодский уезд (позже Кубено-Озерский район) Вологодской губернии в крестьянской семье. В 1904 году его отца рекрутировали в Русскую армию, на Русско-японскую войну, откуда он вернулся калекой и вскоре умер. Мать осталась с четырьмя детьми. Николаю пришлось помогать матери по хозяйству.
Только в 1912 году стал учиться в сельской школе. После окончания школы был определён личным писарем Фёдора Савельевича Соколова — своего первого учителя, который к этому времени выполнял обязанности инспектора и брал Николая в свои поездки по инвентаризации сельских библиотек. Под влиянием Соколова стал эсером. Затем стал большевиком, в РКП(б) был принят в декабре 1918 года. В 1920 году поступил в губернскую школу советского актива и затем 1 февраля 1922 года поступил в военно-политическое училище.
Учёба в военно-политическом училище открывала большие возможности для военной карьеры Николая Шагина. Но накануне XIV съезда ВКП(б), в декабре 1925 года, в партии развернулась дискуссия по вопросам дальнейшего развития страны. Николай был приглашён Василеостровским райкомом партии на собрание, где принималось «Обращение к партийной организации Москвы» с предложением объединиться с ленинградцами против сталинского ЦК. «Новая оппозиция» Зиновьева была разгромлена, сам Зиновьев был снят с занимаемой должности и впоследствии в 1936 году расстрелян. Особая комиссия из Москвы занималась курсантами училища, которые проголосовали за это обращение, среди них был и Шагин. Окончив училище, в 1926 году молодой политрук был направлен служить в Запорожье и в Крым.
Н. А. Шагин служил старшим инструктором политотдела дивизии, затем — политуправления военного округа на Украине. В 1933 году был командирован на учёбу в Военно-политическую академию в Ленинграде (ныне Военно-политическая академия имени В. И. Ленина). На третьем курсе он был вызван в секретный отдел, где его ознакомили с выпиской из приказа политуправления Красной армии об отчислении из Академии. Причиной такого решения было то, что его старший брат Василий, работая в колхозе, позволил недопустимую критику советской власти, получив за это три года исправительно-трудового лагеря. Военной карьере Николая Шагина был положен конец, и он решил обосноваться в Крыму.
Стал на партийный учёт в Симферопольском горкоме партии. Вскоре был зачислен в штат Крымского педагогического института. За связь с братом Шагин был исключён из ВКП(б). После апелляции в Комиссию партийного контроля при ЦК ВКП(б), через год восстановлен в партии и дважды избирался в состав партийного бюро вуза. Заведовал в институте отделом кадров, в 1938 году был его директором и в 1940 году окончил заочное отделение института.
Участник Великой Отечественной войны, призван в 1941 году из запаса Симферопольским городским военным комиссариатом, Крымской АССР, служил военным комиссаром 282-го фронтового ветеринарного лазарета, заместителем командира по политической части 33-го отдельного дивизиона бронепоездов в составе Северо-Кавказского, Сталинградского, 1-го и 2-го Украинских фронтов. Закончил войну в составе 91-й стрелковой дивизии в звании майора. 25 мая 1946 году демобилизовался и вернулся в Симферополь на прежнее место работы. Отголосок «ленинградского дела» коснулся Н. А. Шагина: 20 сентября 1949 года он был арестован и в тот же день исключён из партии. Затем — обвинительное сфальсифицированное заключение крымских следователей и приговор — 10 лет ИТЛ. Постановлением Особого совещания МВД СССР от 27 мая 1950 года было принято постановление — 5 лет ИТЛ. Указом Президиума Верховного Совета СССР Николай Алексеевич Шагин был амнистирован 16 мая 1953 года и освобождён со снятием судимости. Верховным судом СССР от 29 января 1955 года был окончательно реабилитирован.
Возвратившись в Симферополь, устроился на работу методистом культурно-массовой работы управления культуры при Крымском облисполкоме. Дальнейшая его судьба неизвестна.
Был награждён двумя орденами Красной Звезды, медалями «За отвагу» и «За победу над Германией в Великой Отечественной войне 1941—1945 гг.».